# Dẻ tùng sọc nâu
Dẻ tùng sọc nâu (danh pháp hai phần: Amentotaxus hatuyenensis) là loài thực vật thuộc họ Thông đỏ (họ Thanh tùng). Đây là loài đặc hữu của Việt Nam.
Môi trường sống tự nhiên của chúng là các khu rừng thấp ẩm nhiệt đới và cận nhiệt đới. Dẻ tùng sọc nâu đang bị đe dọa mất môi trường sống.